# Willem Röell van Hazerswoude
Willem baron Röell, Heer van Hazerswoude (Amsterdam, 7 april 1793 – Amsterdam, 12 maart 1841) was een Nederlands staatsman.
Röell van Hazerswoude was Tweede Kamerlid voor Holland uit Amsterdam. Hij was de oudste zoon van de staatsman W.F. Röell en van Sara Hop. Hij was advocaat en secretaris en directeur van De Nederlandsche Bank. Hij werd in 1837 tot Tweede Kamerlid gekozen, maar overleed een kleine vier jaar later op 47-jarige leeftijd. Hij gaf een verslag uit van de reis die zijn vader in 1809/1810 naar Parijs had gemaakt.